# Saipan

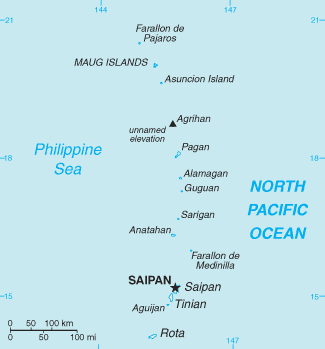
Nordmarianerna

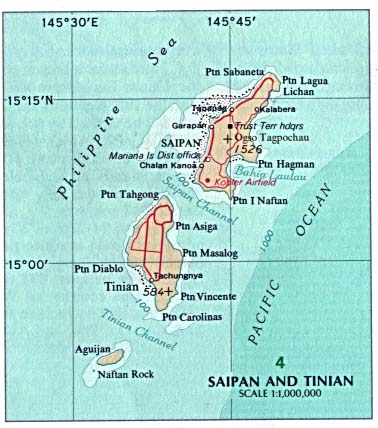
karta över Saipan

Saipan (chamorro: Saipan) är en ö i Nordmarianerna i västra Stilla havet.

## Historia
Marianerna har troligen varit bebodd av polynesier sedan 1500-talet f Kr. Ögruppen upptäcktes av portugisiske Ferdinand Magellan i mars 1521 som då namngav öarna "Las Islas de Los Ladrones". Öarna hamnade 1667 under spansk överhöghet och döptes då om till "Islas de las Marianas". Kejsardömet Tyskland köpte ön 1899 som då blev del i Tyska Nya Guinea fram till 1914. Under första världskriget ockuperades området i oktober 1914 av Japan. Japan erhöll förvaltningsmandat över området av Nationernas förbund vid Versaillesfreden 1919. Marianerna ingick sedan i Japanska Stillahavsmandatet. USA erövrade ön under andra världskriget under slaget om Saipan i juni 1944. Saipan var huvudön för det av Förenta Nationerna utsedda amerikanska förvaltningsmandatet "US Trust Territory of the Pacific Islands" åren 1962 till 1986 och blev huvudön även i Nordmarianerna.

## Geografi
Saipan är huvudön och den största ön bland Nordmarianerna och ligger cirka 184 km nordöst om Guam. Geografiskt ligger ön i Mikronesien. Ön är av vulkaniskt ursprung och har en sammanlagd areal om cirka 119,5 km² med en längd på cirka 20 km och cirka 9 km bred. Den högsta höjden är Ogso Tapochau på cirka 474 m ö.h. Ön omges till stora delar av korallrev. Det finns några mindre floder och en insjö Lake Susupe på ön. Saipan och Aguijan är hem för den sällsynta endemiska fågeln Golden Honeyeater eller Golden White-eye (Cleptornis marchei). Befolkningen uppgår till cirka 72 500 invånare fördelad på 8 "communities". Den största orten är Garapan med cirka 20 000 invånare; bland de övriga finns Capitol Hill, Chalan Kanoa, Kalabera, San Antonio och Susupe.

## Demografi
Enligt senaste folkräkningen 2000 hade Saipan 62 392 invånare. Totalt var 56 355 personer av en etnicitet, vilka var
Antalet asiater var 35 985 (57,7 procent av befolkningen)
- Filippiner: 16 280 (26,1 procent)
- Kineser: 15 040 (24,1 procent)
- Koreaner: 1 945 (3,1 procent)
- Övriga asiatiska etniciteter: 962 (1,5 procent)
- Japaner: 898 (1,4 procent)
- Bengaleri: 690 (1,1 procent)
- Nepaler: 170 (0,3 procent)

Urbefolkningen bestod av 18 781 personer, motsvarande 30,1 procent av befolkningen.
- Chamorro: 11 644 (18,7 procent)
- Karoliner: 2 645 (4,2 procent)
- Palauer: 1 642 (2,6 procent)
- Chuukeser: 1 382 (2,2 procent)
- Pohnpeier: 614 (1,0 procent)
- Övriga urbefolkningsetniciteter: 502 (0,8 procent)
- Yapeser: 192 (0,3 procent)
- Marshalleser: 109 (0,2 procent)
- Kosraeser: 51 (0,1 procent)

Personer med två eller fler etniciteter var 6 037 invånare, vilket utgör 9,7 procent av befolkningen. Antalet vita personer var 1 121 (1,8 procent). Övriga etniciteter bestod av 435 invånare (0,7 procent) och antalet svarta var 33 personer (0,1 procent).
45,2 procent av befolkningen var män, 54,8 procent var kvinnor. Medianåldern för öns invånare var 28,7, vilket är högre än de flesta andra oceaniska regionerna tack vare andelen utländska arbetare
Befolkningen hade ökat med 18 procent (9 694 invånare) sedan den senaste tidigare folkräkningen 1995.

## Transport
Resor till och från ön sköts av flera flygbolag via flygplatsen Saipan. En färja kör mellan Saipan och Tinian, en mindre grannö belägen några kilometer söderut. 
En av öns två huvudsakliga transportvägar, Beach Road, ligger längs öns västkust. Vid vissa delar av vägen ligger inte stranden mer än några meter iväg. Vägen skapar också transportmöjligheter för sex andra byar på ön som ligger längs västkusten. Middle Road är öns största väg och leds genom den centrala delen. Precis som Beach Road går även Middle Road genom småbyar på ön. Flera kontorsbyggnader, affärer, hotell och bostäder ligger nära dessa huvudvägar.